# Berger anglais
Le Berger anglais (en anglais : English Shepherd) est une race de chien originaire des États-Unis.
Il descend des divers Colleys amenés en Amérique du Nord par les colons britanniques.
Depuis 1927, l'United Kennel Club (UKC) reconnaît la race — la nommant American Farm Shepherd avant 2003 — mais ce n'est pas le cas de l'American Kennel Club (AKC).